# Анези, Маттео
Маттео Анези (итал. Matteo Anesi; род. 16 августа 1984, Тренто, Италия) — итальянский спортсмен-конькобежец. Олимпийский чемпион 2006 года в командной гонке, серебряный призёр чемпионата мира 2005 года, участник чемпионатов мира и Европы.
Тренер — Маурицио Маркетто (итал. Maurizio Marchetto).